# Hjortstamia castanea
Hjortstamia castanea är en svampart som beskrevs av Boidin & Gilles 2003. Hjortstamia castanea ingår i släktet Hjortstamia och familjen Phanerochaetaceae.   Inga underarter finns listade i Catalogue of Life.